# ゲオルゲ・ザンフィル

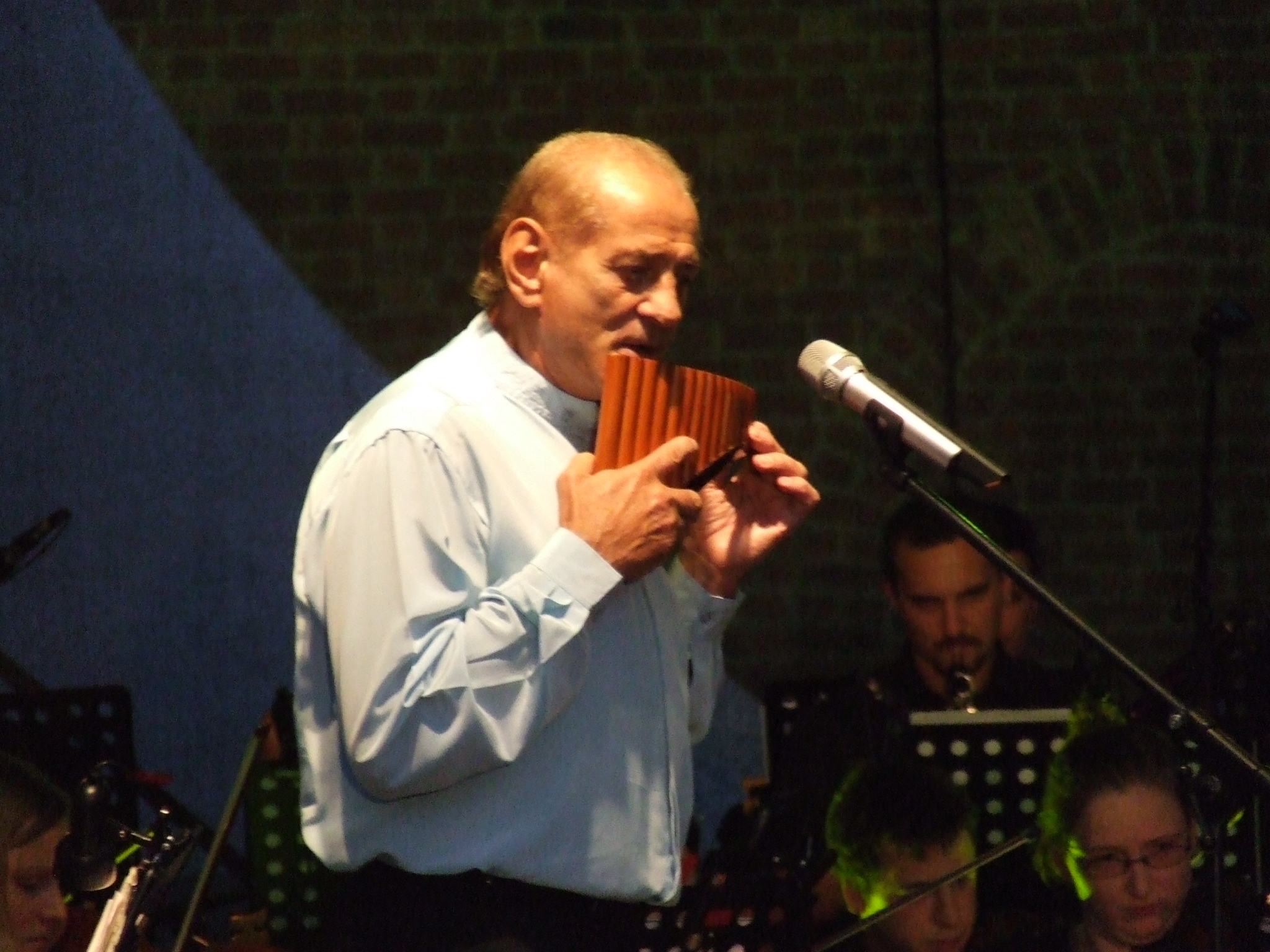
ゲオルゲ・ザンフィル。2008年、クラクフ。

ゲオルゲ・ザンフィル（ルーマニア語: Gheorghe Zamfir、1941年4月6日 - ）は、ルーマニア出身のパンフルート奏者。作曲家。
日本ではゲオルグ・ザンフィル、ジョルジュ・ザンフィル、ジョージ・ザンフィルと表記されることもある。

## 略歴
ドゥンボヴィツァ県ガエシュティで生まれる。元々、アコーディオン奏者になりたがっていたが、14歳で音楽学校へ入学した時アコーディオンの学科が廃止されており諦めていたところ、学校側の薦めもあってパンフルートと出会い、奏法を習得。その後、ブカレスト国立音楽大学でピアノと指揮法を学んだ。卒業後はブカレストに留まり、民俗音楽合奏団「シオルシア」の指揮者を務めた。
1970年、民俗音楽グループ「タラフ」を結成。この頃からフランスへ移住。パリを拠点とし、ヨーロッパを中心にワールドワイドな活動を始める。1977年、ジェームス・ラスト作曲の「ロマーナの祈り (原題：The Lonely Shepherd、和訳：孤独な羊飼い)」が大ヒットする。
1980年、初来日。コンサート目的ではなかったが、当時の皇太子明仁（現：上皇明仁）と皇太子妃美智子（現：上皇后美智子）夫妻の前で演奏を披露したという。この来日時には、NHK総合テレビ『音楽の広場』（同年12月27日放送）にもゲスト出演した。
1981年、TBS系で放映されたテレビドラマ『想い出づくり。』の音楽（オープニング・テーマ演奏）を担当。京都放送のオープニング映像の音楽も担当した。以後、現在も精力的に演奏活動を続けている。
2019年、駐日ルーマニア大使館公認、日本ルーマニアパンフルート協会名誉会長に就任する。

## 代表曲
- ロマーナの祈り
- 森の歌（彼の自作曲。1980年発売のアルバム『森の歌』[4]のタイトル曲。旭化成のCF曲にも使われ、フジテレビのクイズ番組『なるほど!ザ・ワールド』内でも放送された。）